# Тала Аль Гаиш
«Тала Аль Гаиш» — египетский футбольный клуб из города Каир, выступающий в Египетской Премьер-лиге. Основан в 1997 году.

## История
Основанный в 1997 году «Тала Аль Гаиш» впервые в своей истории добился выхода в Египетскую Премьер-лигу в 2004 году. 17 сентября того же года в первом матче на высшем уровне «Тала Аль Гаиш» обыграл в гостях александрийский «Аль-Иттихад» в гостях со счётом 2:1. По итогам дебютного сезона в Премьер-лиге команда заняла десятое место.
В сезонах 2006/07 и 2007/08 «Тала Аль Гаиш» под руководством египетского тренера Талаата Юссефа показал свой лучший результат в чемпионате Египта (по состоянию на начало 2017 года), дважды подряд занимая четвёртое место. С 2008 по 2013 год главным тренером команды был бывший наставник сборной Египта и «Замалека» Фарук Гаафар. Во время его работы и после клуб неизменно играл роль середняка чемпионата Египта.

## История выступлений
| Сезон   | Дивизион        | Место         | Кубок |
| ------- | --------------- | ------------- | ----- |
| 1999/00 | Первый дивизион | 1-е           |       |
| 2000/01 |                 |               |       |
| 2001/02 | Второй дивизион | 8-е           |       |
| 2002/03 | Второй дивизион | 1-е           |       |
| 2003/04 | Первый дивизион | 11-е          |       |
| 2004/05 | Премьер-лига    | 10-е          |       |
| 2005/06 | Премьер-лига    | 6-е           |       |
| 2006/07 | Премьер-лига    | 4-е           |       |
| 2007/08 | Премьер-лига    | 4-е           |       |
| 2008/09 | Премьер-лига    | 7-е           |       |
| 2009/10 | Премьер-лига    | 9-е           |       |
| 2010/11 | Премьер-лига    | 9-е           |       |
| 2011/12 | Премьер-лига    | 12-е (незак.) |       |
| 2012/13 | Премьер-лига    |               |       |